# Кизо
Кизо (фр. Cuiseaux) насеље је и општина у источном делу централне Француске у региону Бургоња, у департману Саона и Лоара која припада префектури Луан.
По подацима из 2011. године у општини је живело 1812 становника, а густина насељености је износила 85,23 становника/km². Општина се простире на површини од 21,26 km². Налази се на средњој надморској висини од 246 метара (максималној 647 m, а минималној 188 m).

## Демографија
| 1962. | 1968. | 1975. | 1982. | 1990. | 1999. | 2011. |
| ----- | ----- | ----- | ----- | ----- | ----- | ----- |
| 1.682 | 1.702 | 1.813 | 1.816 | 1.779 | 1.749 | 1.812 |

График промене броја становника у току последњих година